# Lysias (Admiral)
Lysias (altgriechisch Λυσίας Lysías; † 406 v. Chr. in Athen) war ein Admiral im klassischen Athen zur Zeit des Peloponnesischen Krieges (431–404 v. Chr.). Er war kurze Zeit einer der zehn Feldherren, die dem berühmten Alkibiades, der seinen Oberbefehl über die Flotte 407 v. Chr. verlor, nachfolgten.
Zwei der zehn Feldherrn, die die athenische Volksversammlung gewählt hatte, Archestratos und Leon, waren 406 v. Chr. bereits umgekommen. Beide starben infolge der Ereignisse in der Hafenstadt Mytilene auf Lesbos, wo ein großer Teil der an die kleinasiatische Küste entsandten athenischen Schiffe von einer übermächtigen spartanischen Flotte belagert wurde. Vermutlich wurde Lysias deshalb nachträglich benannt, um die dadurch entstandene Lücke in der athenischen Admiralität zu füllen.
In der von dem Geschichtsschreiber Xenophon (Hellenika 1,5,16) überlieferten Liste, die die ursprünglich benannten zehn Feldherren aufführt, taucht sein Name aus diesem Grund nicht auf, aber auch Xenophon berichtet, dass Lysias an der Schlacht bei den Arginusen 406 v. Chr. tatsächlich als Admiral beteiligt war.
In dieser Seeschlacht, in der die Athener einen glorreichen Sieg errangen, wurde die Triere des Lysias versenkt, und er selbst konnte nur mit knapper Not dem Tode entrinnen. Viele andere Athener Seeleute kamen in den Fluten um. Wegen eines Sturms konnten nicht einmal ihre Leichen geborgen werden.
Darüber, wer hieran schuld war, entstand zwischen den Admirälen und den Trierarchen Theramenes und Thrasybulos ein heftiger Streit. Die athenische Volksversammlung enthob – sobald sie von den Vorfällen Kenntnis erlangt hatte – alle Feldherrn ihres Amtes. Zwei der Admiräle, Protomachos und Aristogenes, zogen es deshalb vor, gar nicht erst nach Athen zurückzukehren. Das Schicksal, das die anderen bei ihrer Rückkehr nach Athen erwartete, war denn auch grausam: Lysias und seine fünf Kollegen Perikles d. J., Diomedon, Erasinides, Aristokrates und Thrasyllos wurden vor Gericht gestellt und wegen der Nicht-Bergung der Schiffbrüchigen und ihrer Leichen angeklagt, zum Tode verurteilt und sogleich hingerichtet.